# Koroncó
Koroncó es una villa húngara perteneciente al distrito de Győr en el condado de Győr-Moson-Sopron. Tiene una población estimada, a principios de 2019, de 2,221 habitantes.
Se conoce su existencia desde 1207. En 1704 tuvo lugar aquí la batalla de Koroncó de la guerra de Independencia de Rákóczi, en la cual los kuruc leales a Francisco Rákóczi II fueron derrotados por las tropas de los Habsburgo. Actualmente la mayoría de la población local está compuesta por magiares católicos.
Se ubica unos 10 km al suroeste de la capital condal Győr.